# Rhescyntis hippodamia
Rhescyntis hippodamia é um inseto da ordem Lepidoptera; uma mariposa, ou traça, noturna e neotropical da família Saturniidae e subfamília Arsenurinae; classificada em 1777 por Pieter Cramer, com a denominação Phalaena hippodamia, na obra  Uitlandsche Kapellen, voorkomende in de drie Waereld-Deelen Asia, Africa en America, by een verzameld en bescreeven, volume 2; o seu gênero, Rhescyntis, classificado por Jacob Hübner em 1819; esta espécie sendo a sua espécie-tipo, com quase 20 centímetros de envergadura de asas castanho-rosadas, encontrando-se distribuída em altitudes baixas e médias desde o México e América Central até a Colômbia, Equador, Peru, Guianas e Venezuela, no norte e noroeste da América do Sul, em direção à região nordeste, sudeste e sul do Brasil; as suas lagartas se criando em plantas dos gêneros Otoba, Virola (família Myristicaceae; espécies Otoba novogranatensis, Virola oleifera, Virola surinamensis, Virola koschnyi e Virola sebifera) ou Ligustrum (família Oleaceae). Como uma regra mais ou menos geral nessa família o tamanho do corpo desses insetos é relativamente pequeno em relação ao tamanho de suas asas.

## Subespécies
Rhescyntis hippodamia possui três subespécies registradas.
- Rhescyntis hippodamia hippodamia - Descrita por Cramer em 1777, de espécime proveniente do Suriname.
- Rhescyntis hippodamia norax - Descrita por Druce em 1897.[4][5]
- Rhescyntis hippodamia colombiana - Descrita por Bouvier em 1927.[4]